# Rocade de Royan
La rocade de Royan est un axe routier permettant l’accès à plusieurs communes de l’agglomération de Royan, quatrième ville du département de la Charente-Maritime et importante station balnéaire du Sud-Ouest de la France.
Constituant un tronçon de la route départementale 25, elle forme une ceinture périphérique englobant les communes de Saint-Palais-sur-Mer, de Vaux-sur-Mer et de Royan (rocade Ouest) mais aussi de Saint-Georges-de-Didonne (rocade Est) et s’inscrit dans le projet plus général de route Centre-Europe Atlantique, vaste projet de liaison transversale entre le sillon rhodanien, le massif central et le littoral atlantique.

## Présentation
Mis en œuvre en plusieurs tranches entre la fin des années 1970 — mise en chantier d’une partie de la rocade Ouest ; percée du boulevard du président André-Dulin à Saint-Georges-de-Didonne, conçu pour améliorer l’accès au centre-ville et aux plages de cette commune, en 1977 — et le début des années 2000 — achèvement de la rocade Est entre l’échangeur de Belmont et le boulevard du président André-Dulin au mois de juin 2003 — cet axe majeur a été conçu afin de fluidifier l’accès à la ville de Royan et à plusieurs communes périphériques, en particulier en période estivale. Il permet un accès à Royan par l'intermédiaire de trois pénétrantes : N 150 (plus de 16 000 véhicules par jour en arrivant sur la rocade), D 730 (plus de 9000 véhicules par jour) et D 733 (plus de 13 500 véhicules par jour), et plus concrètement depuis les villes de Saintes (où se trouve une sortie autoroutière permettant une connexion avec les villes de Bordeaux, de Poitiers ou de Paris), de Rochefort/La Rochelle et de Mirambeau, qui dispose également d'une connexion autoroutière permettant de rejoindre, notamment, Blaye et Bordeaux.
La construction de cet axe, menée à l’origine en concertation avec le Sivom de la presqu’île d’Arvert et de la Côte de Beauté (ancêtre de la Communauté d’agglomération Royan Atlantique), est l’œuvre du Conseil général de la Charente-Maritime. Il traverse plusieurs espaces naturels protégés, en particulier les marais de Pousseau, de Belmont et de Chenaumoine, ainsi que deux cours d’eau, le riveau de Boube et le rivau de Chenaumoine, ce qui a nécessité l’apport de sable en provenance de l’estuaire de la Gironde tout proche afin de stabiliser l’ouvrage.

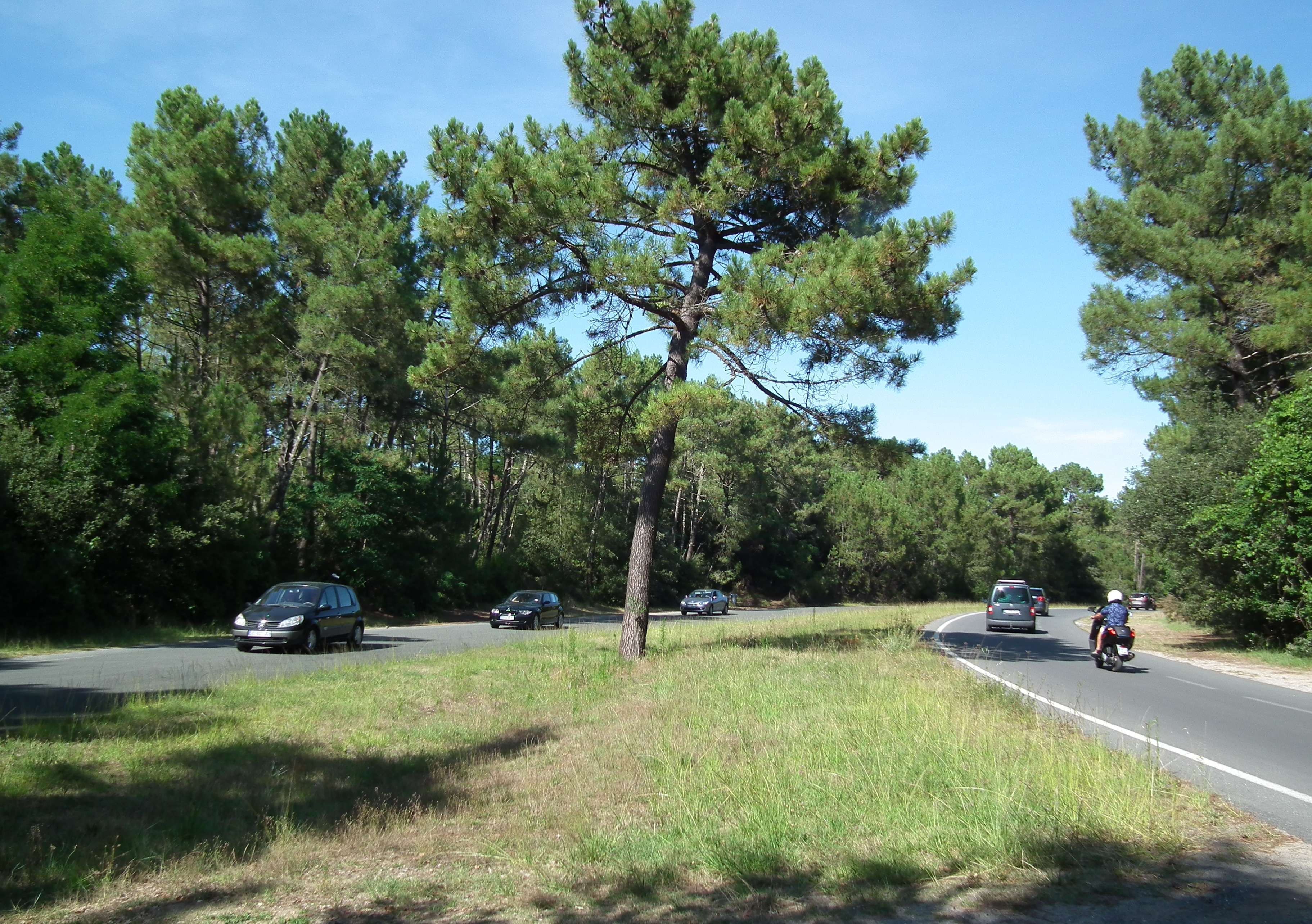
Le boulevard du président André-Dulin, à Saint-Georges-de-Didonne, relie le front de mer à la rocade depuis 1977.

La longueur totale de la rocade avoisine les 17 kilomètres, dont 4,174 kilomètres pour le seul tronçon Belmont/boulevard Dulin. Sa fréquentation importante, estimée à 19 200 véhicules par jour (hors période estivale, où elle peut facilement atteindre les 30 000 véhicules par jour), mais aussi ses caractéristiques techniques limitées en font un des « points noirs » de l’agglomération, tout particulièrement pendant les mois de juillet et août où elle est fréquemment engorgée, et dans une moindre mesure, aux heures de pointe le matin et le soir, comme dans de nombreuses agglomérations.
La rocade se compose de deux chaussées de 3,75 mètres chacune, doublées par des accotements de 2,75 mètres, configuration considérée comme insuffisante, le PLU 2013 du Pays Royannais rapportant que : «  le gabarit des voies ne permet pas une desserte satisfaisante », soulignant par ailleurs « la faiblesse des équipements de transports collectifs (bus, train, avion (qui) ne permettent pas de désengorger ces flux ». Cette configuration à 2X1 voie sur la quasi-totalité du trajet (excepté la partie allant du centre commercial Val-Lumière de Vaux-sur-Mer et le rond-point de Beaulieu à Saint-Palais-sur-Mer, où elle est en 2X2 voies) pourrait évoluer avec une mise en 2X2 voies sur l’ensemble du trajet. Une première tranche concernant la mise en 2X2 voies de la portion allant du rond-point de Val-Lumière à l'échangeur de Belmont, avec création d'un passage dénivelé sous le rond-point de Bernon, a été retenue par le Conseil général comme un des projets structurants du schéma routier départemental pour la période 2010-2030. Son accessibilité devrait également être facilitée par la mise en chantier du dernier tronçon (Saujon-Royan) de la voie rapide Saintes-Royan (route nationale 150), la reconfiguration de l’échangeur de Belmont, la suppression du carrefour des Gois, transformé en giratoire (travaux prévus en 2013, commencés en septembre 2014 et achevés au premier semestre 2015) et la création à moyen terme d’un barreau routier entre le centre commercial Val-Lumière et la commune de Breuillet, qui permettrait de rejoindre plus facilement les communes de l’agglomération de La Tremblade.

## Sorties
Plusieurs sorties ont été aménagées, le plus souvent sous forme de giratoires ou d’échangeurs routiers. Du nord au sud, on trouve ainsi :

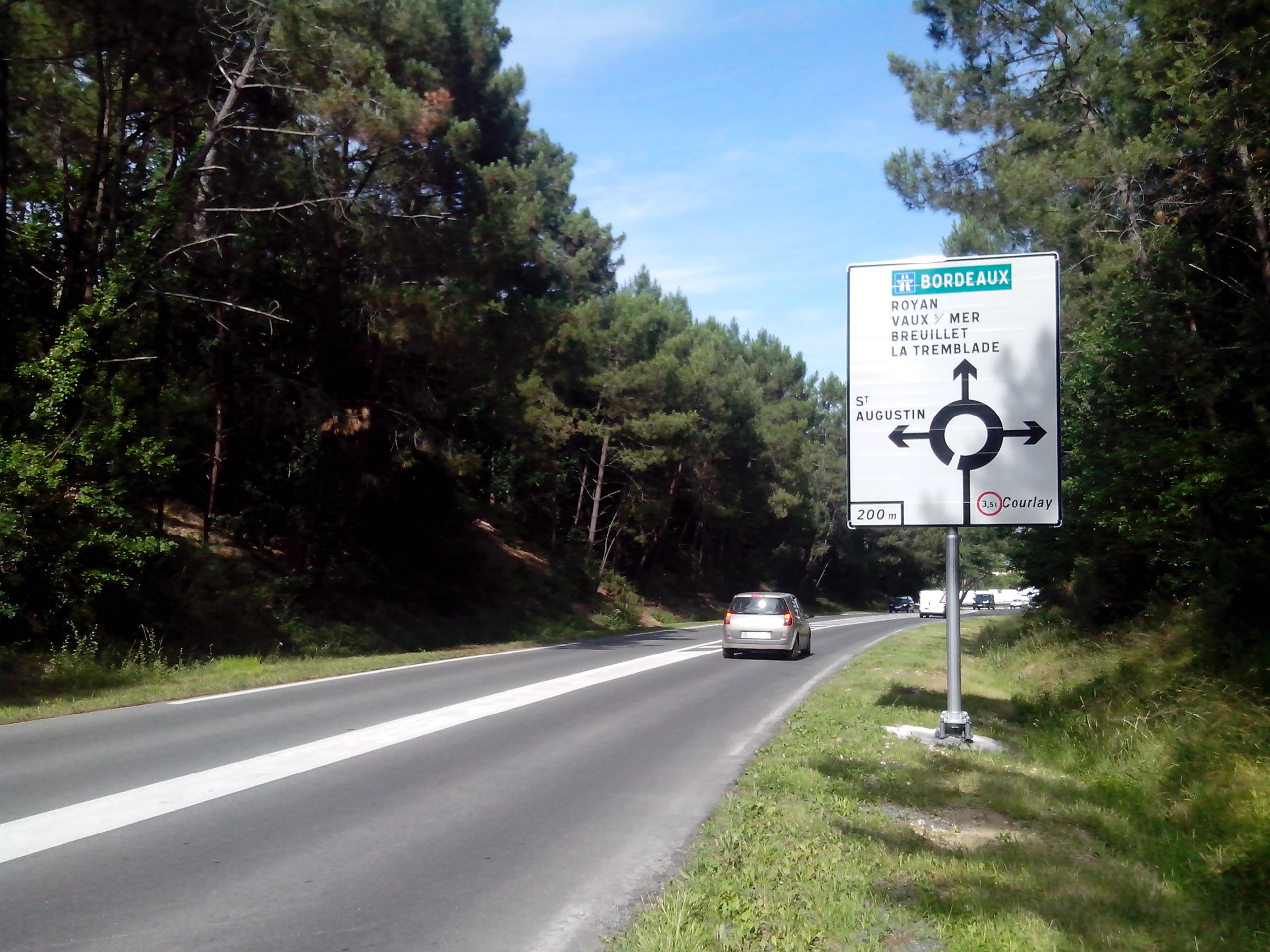
La rocade Ouest à hauteur de Saint-Augustin et Saint-Palais-sur-Mer.

Sur la rocade Ouest : le rond-point des Gois (accès au centre-ville de Saint-Palais-sur-Mer et de Saint-Augustin), le rond-point de Beaulieu (accès à Saint-Palais-sur-Mer et à Breuillet; au-delà, à La Tremblade), le rond-point du Val-Lumière (accès au centre commercial du même nom et à Vaux-sur-Mer, doublé un peu plus loin d’une sortie vers Pontaillac), le rond-point de Bernon (accès vers Royan et Saint-Sulpice-de-Royan, c’est également le débouché de la route conduisant à Rochefort et La Rochelle) et l’échangeur de Belmont (accès à la zone commerciale de Royan 2, au quartier royannais de Marne-Yeuse, au centre-ville de Royan, à Médis et Saujon ; débouché de la route de Saintes).
Sur la rocade Est : le rond-point des parasols (accès à la zone commerciale des Raboines et à Saint-Georges-de-Didonne), l’échangeur de Margite (accès à Saint-Georges-de-Didonne, à Semussac et à Médis, mais aussi accès vers Bordeaux) et rond-point des pommes de pin (accès à Saint-Georges-de-Didonne, à Meschers-sur-Gironde et liaison avec la « route verte » conduisant à Blaye et à Bordeaux.